# Luís Antônio Ferreira Gualberto
Luís Antônio Ferreira Gualberto (Nazaré, 8 de julho de 1857 — Florianópolis, 6 de dezembro de 1931) foi um médico e político brasileiro.

## Vida
Filho de Cândido Alves Ferreira e Cândida Ferreria Gualberto, pai de Annes Gualberto. Formado em medicina pela Faculdade de Medicina da Bahia, em 1883. Fixou residência em São Francisco do Sul, em fevereiro de 1885.

## Carreira
Foi deputado estadual em Santa Catarina na 1ª legislatura (1891 — 1893), na 1ª legislatura (1894 — 1895) e na 2ª legislatura (1896 — 1897).
Foi deputado federal por Santa Catarina na 4ª legislatura (1900 — 1902), na 5ª legislatura (1903 — 1905), e na 6ª legislatura (1906 — 1908).
Foi membro do Instituto Histórico e Geográfico Brasileiro, fundador da cadeira número 4 da Academia Catarinense de Letras e do Instituto Histórico e Geográfico de Santa Catarina.

## Obras
- Prisões clandestinas – século XVIII – o conselheiro José Mascarenhas (vol. LXX, parte 1ª)